# Medieval Prophecy (EP)
Medieval Prophecy è il primo EP del gruppo musicale Samael, pubblicato il 1988 dalla Necrosound. 

## Tracce
1. Into the Pentagram – 8:30
2. The Dark (Extensive Version) – 5:35
3. The Third of the Storms (Evoked Damnation) (cover degli Hellhammer) – 2:55

## Formazione
- Vorphalack - voce, chitarra, testi
- Xytroguptor - batteria